# Yaoi
Yaoi (やおい?) è un genere di manga focalizzato su relazioni fisico-romantiche omosessuali maschili più o meno idealizzate, nella stragrande maggioranza dei casi con protagonisti ragazzi e studenti poco più che adolescenti; il suo corrispondente femminile è yuri. In Giappone il termine è stato in gran parte sostituito con quello equivalente di boys' love (ボーイズラブ?, Bōizu Rabu), comunemente abbreviato BL, anche a seguito del notevolissimo successo del film Boys Love del 2006.

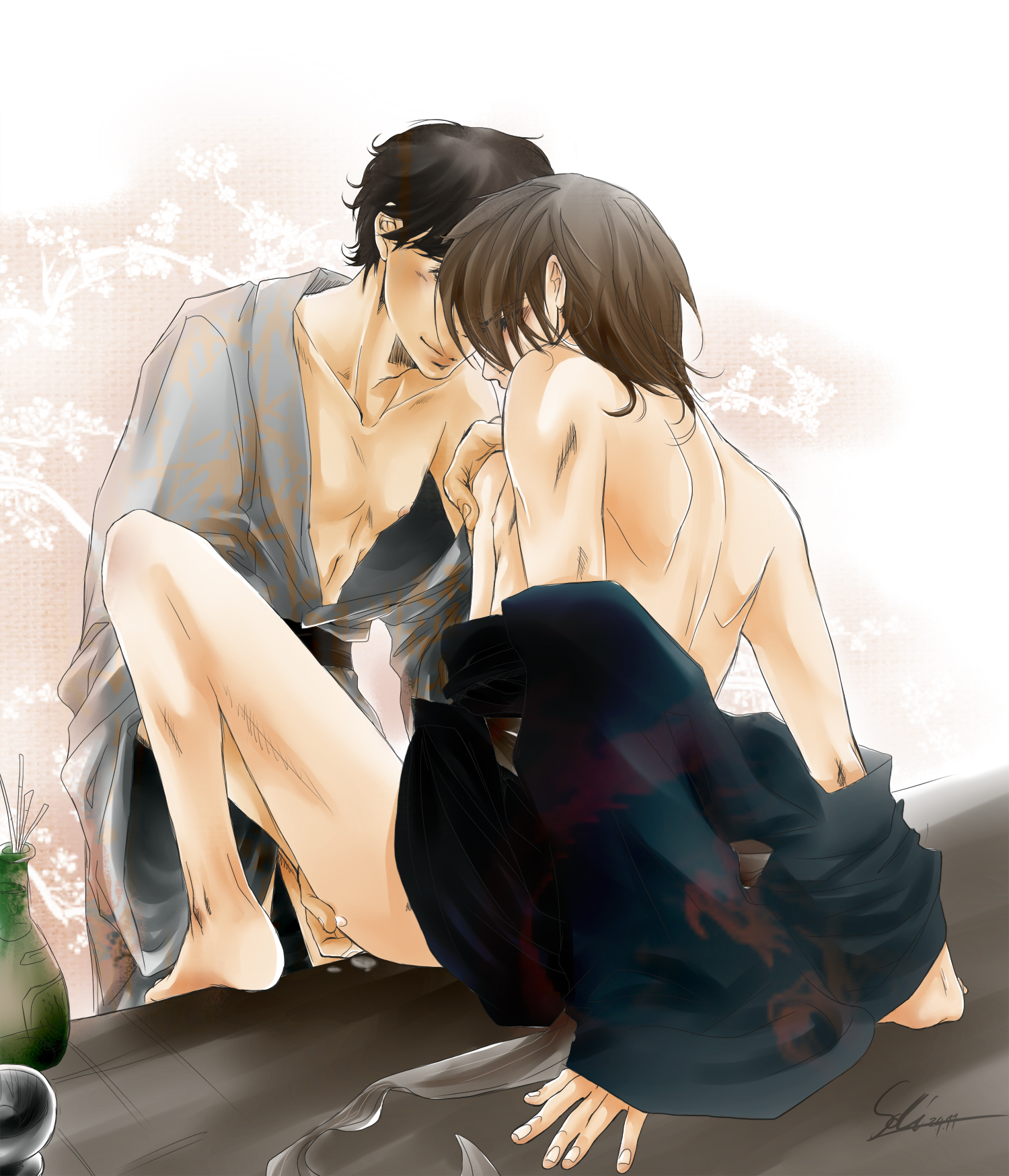
Immagine tratta da un'opera yaoi

Quel tipo particolare di fumetto rivolto apertamente ad un pubblico prevalentemente gay e femminile scritto da autori gay e autrici donne è invece considerato un genere a parte, oltre quindi la specificità dello yaoi, e viene chiamato Bara (蔷薇? lett. "rosa"): creatori di opere BL ed appassionati son attenti a distinguere tra le due forme, dato che il risultato può esser anche notevolmente differente. Anche vari autori d'opere seinen hanno prodotto saltuariamente dei BL.
Lo yaoi va distinto anche dallo shōnen'ai (conosciuto anche come june o tanbi) in quanto si viene a focalizzare sull'aspetto più "reale" dell'atto sessuale, mentre lo shōnen'ai si basa più su una relazione amorosa che tende al sentimentale e viene quindi poco enfatizzata la parte fisica. In Giappone comunque l'uso della parola shonen'ai è ormai del tutto obsoleto: esso difatti si riferiva in principio ad un sottogenere shōjo (equivalente allo shōjo ai) in cui ragazzini appena entrati nella pubertà si trovavano coinvolti in relazioni platoniche (ma non solo) con persone più adulte. Molte mangaka famose (es. Kazumi Ōya) hanno iniziato la loro carriera nell'ambito dello yaoi, per poi dedicarsi allo shōjo; anche per questo, nelle loro opere sopravvivono spesso molti riferimenti più o meno velati all'omosessualità o situazioni romantiche coinvolgenti giovani dello stesso sesso.
Lo yaoi poi tratta gli stessi argomenti del genere shotacon, ma quel che varia è la fascia d'età dei protagonisti: difatti le opere etichettate come shota sono caratterizzate da protagonisti in età anche prepuberale.

## Terminologia

### Origine e significato

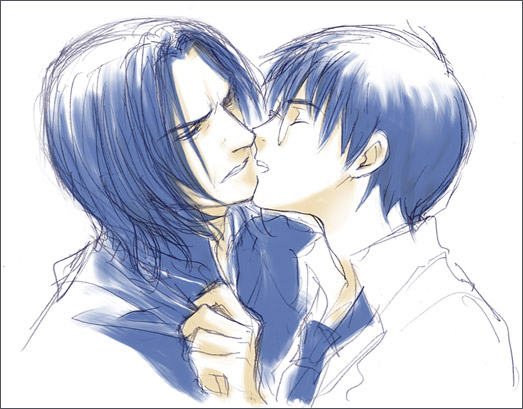
Immagine di un doujinshi yaoi di Harry Potter con protagonisti Harry Potter e Severus Piton

Il termine è un acronimo creato nel mercato delle dōjinshi alla fine degli anni settanta del XX secolo da parte di Yasuko Sakata e Akiko Hatsu e coniato nel 1980: YAmanashi, Ochinashi, Iminashi che in giapponese significa "niente climax, niente risvolti/epilogo, nessun significato". Questa frase è stata prima usata come eufemismo per indicarne il contenuto, ma a partir dal 1988 circa è stato considerato come di "significato comune" per i fan dei manga.
Lo yaoi è solitamente più esplicito dello shōnen'ai ed è, a tutti gli effetti, un genere consigliato ad un pubblico maturo, per quanto al suo interno possiamo trovare una vasta casistica di sottogeneri. Questa caratteristica ha portato, nei paesi di lingua anglosassone, alla erronea credenza che l'acronimo significhi in realtà YAmete, Oshiri ga Itai ("fermati, mi fa male il sedere"); scherzosamente questa seconda interpretazione è stata adottata (almeno "ufficiosamente") da molte fujoshi o yaoiste (ragazze appassionate di yaoi).
Un altro sinonimo utilizzato per yaoi è 801 in quanto proprio tale numero può essere pronunciato come yaoi: la lettura contratta di 8 dà YA, lo 0 vale O e l'1 I. Un manga degli anni duemila, tradotto poi in live action, che racconta le disavventure d'un otaku innamorato di una fujoshi, è stato intitolato per l'appunto Tonari no 801-chan.

### Storia e utilizzo
Originariamente chiamato June, nome derivato da una rivista che pubblicava romanzi tanbi (耽美? “estetico”): storie scritte cioè tenendo sempre ben presente un ideale culto della bellezza e romanzi d'amore tra uomini più anziani e bei giovani con una particolar cura per il linguaggio più insolito e "fiorito". A Lovers' Forest (恋人たちの森?, Koibito tachi no mori) di Mari Mori è considerata la prima opera chiaramente BL.. Lo stesso termine era anche usato per descrivere uno stile autoriale più disinvolto del solito, come ad esempio quello di Yukio Mishima e Jun'ichirō Tanizaki. Era poi utilizzato anche il termine Bishonen manga, questo almeno fino al 1990 anche se era caratterizzato da una gamma più vasta di personaggi rispetto a quelli specifici dello yaoi.
Il nome di questa storica rivista, June, era stato scelto come gioco di parole derivante dalla pronuncia giapponese del nome di Jean Genet. Dai primi anni novanta il termine cadde in disuso e venne sostituito da BL, soprattutto per indicare shojo e josei.
Le storie scritte da Kaoru Kurimoto alla fine degli anni settanta vengono considerate precursori dello yaoi.
Divenuto col tempo sempre più termine generico sia dalle creatrici che dalle lettrici di manga con personaggi adolescenti maschi innamorati tra di loro, è oramai ampiamente usato da tutti gli editori occidentali di manga.
Il grande momento d'innovazione è dato però con Il poema del vento e degli alberi, pubblicato a partire dal 1976, il primo manga shojo che ha ritratto una duratura relazione d'amore tra due ragazzi (e la cui pubblicazione è rimasta in sospeso per ben 9 anni proprio a causa di questa sua "esplicitezza" in ambito sentimentale). Acquistò fama duratura per le sue raffigurazioni apertamente sessuali, stimolandone ampiamente lo sviluppo all'interno dello shojo nei tempi a venire.

### Semeeuke
Rivolto essenzialmente ad un pubblico femminile adolescente, è apprezzato anche da alcuni maschi (non solo omosessuali); è molto diffuso sia in oriente sia, più di recente, in occidente. Al suo interno si possono notare numerosi stereotipi, come ad esempio una differenza spesso anche grafica tra colui che è insertivo nell'atto sessuale e colui che è ricettivo (uno più prestante, altro più femminile): l'insertivo "sottomette", anche e soprattutto caratterialmente e psicologicamente, il ricettivo. I personaggi, protagonisti e non, dello yaoi sono quindi conformi a questa formula indicata rispettivamente da seme (攻め? “attaccante”) e uke (受け?  “ricevente”).

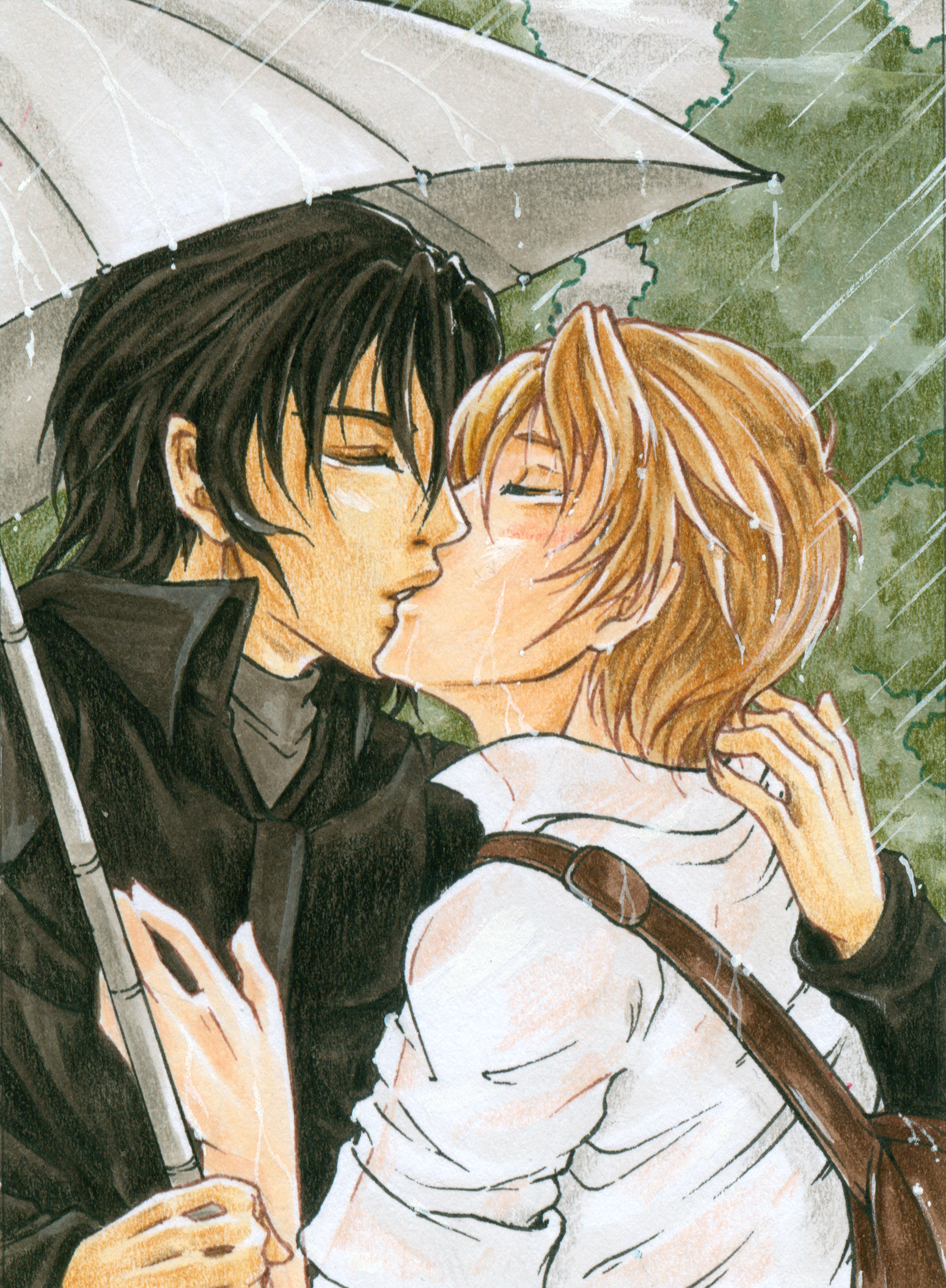
Un seme (sinistra) bacia appassionatamente un uke (destra) in una illustrazione

## Dōjinshi e cosplay
Lo yaoi indicava in origine una dōjinshi (opere auto-pubblicate, parodia di manga-anime ufficiali; non era cioè un'opera originale in commercio, come lo shonen'ai) la cui trama era incentrata su una relazione omosessuale tra due personaggi maschili, solitamente bishōnen; questo a partir dagli anni settanta. Successivamente il termine è stato esteso più genericamente e con egual significato anche a tutti i tipi di manga e anime trattanti questo tema.
Diversi yaoi nascono invero proprio come dōjinshi: questo significa che anche se la storia è originale, i protagonisti vengono "presi in prestito" da universi narrativi non yaoi, di solito manga o anime preesistenti, piuttosto famosi.
La sottocultura dojinshi viene considerata l'equivalente giapponese del fandom, entrambi originatisi nel corso degli anni settanta
Il più tipico yaoi dojinshi crea coppie omosessuali da versioni ufficiali di manga e/o anime in cui tale tematica non è ufficialmente assolutamente presente: gran parte di tali opere deriva da shōnen e seinen contenenti rimandi ad amicizie più o meno strette tra i vari personaggi principali, percepiti da alcuni fan come implicita attrazione sentimentale omosessuale: com'è accaduto ad esempio con Capitan Tsubasa (Holly e Benji e Saint Seiya, ovvero I Cavalieri dello zodiaco), tanto per citarne solo due tra i più celebri. In particolare Saint Seiya era molto popolare tra i fans dello yaoi nella prima metà degli anni ottanta, in quanto aveva un gran numero di personaggi di sesso maschile adatti ad esser abbinati come coppie gay; il più famoso dei quali rimane certamente Shun (Andromeda) in quanto presentato già nella serie originale come il più delicato e sensibile, gentile di carattere e coi tratti femminei, capelli lunghi e con l'armatura di color rosa-violetto.. In Capitan Tsubasa la relazione riguardava ovviamente i due personaggi principali, mentre in Saint Seiya era tra Shun e Cristal il Cigno
A questo riguardo molto apprezzate dalle ragazze sono le vicende sentimentali-amorose riguardanti ad esempio (tanto per citar solo le più famose), la coppia SasukexNaruto tratta da Naruto, LxLight, MattxMello, MelloxNear (tutte e tre prese da Death Note), la coppia RoyxEdward tratta da Fullmetal Alchemist, GintokixHijikata da Gintama, oppure ZoroxSanji da One Piece.
Il fenomeno si è poi esteso anche in occidente ed ha finito per coinvolgere personaggi che non provengono da manga o anime: è il caso ad esempio delle coppie DracoxHarry, tratta dai romanzi/film di Harry Potter o da quelle derivanti da Il Signore degli Anelli; oppure infine dal settore informatico come RikuxSora e AxelxRoxas, da Kingdom Hearts, vari personaggi di Dragon Quest o da Final Fantasy.. Tra le fujoshi più accanite non sembra esservi alcun limite di potenziale immaginativo (nel perseguimento del moe): riescono a creare relazioni d'intimità stretta e anche molto trasgressiva tra personaggi davvero del tutto "insospettabili"
Kazuko Suzuki nel suo studio approfondito delinea lo sviluppo tematico del fandom yaoi, che fa partire da una curiosità adolescenziale di stampo bisessuale nei confronti dei rapporti sessuali, per diventar poi protesta femminista contro il potere maschile, per finire con un'esplorazione approfondita della "relazione ideale"". I temi più parodistici del dojinshi sono stati poi associati alla pratica "spettacolare" Queer
Tra le più importanti caratteristiche del primissimo yaoi dojinshi c'era quella che si trattava di pubblicazioni amatoriali, quindi non controllate dalle restrizioni derivanti dai media ufficiali: erano storie create da ragazzi per altri ragazzi e che si basavano su personaggi tratti dalle più famose opere manga dell'epoca.. La rapidissima espansione di questo genere underground permise presto ai loro autori d'arrivar a vendere decine e decine di migliaia di copie delle loro creazioni, a metà tra l'originale ed il plagio: durante i primi anni novanta i dojinshi han giocato un ruolo fondamentale nella divulgazione sempre più massiccia dello yaoi
Anche se i collezionisti spesso si concentrano su dojinshi basati su un manga in particolare, qualunque personaggio maschile di qualsiasi lavoro originale può diventar oggetto d'un dojinshi yaoi. La maggior parte dei dojinshi da dilettanti che spesso lavorano in gruppo; ad esempio la parabola editoriale delle CLAMP è iniziata proprio in ambito dojinshi, come circolo amatoriale (sono state proprio loro a far entrar Saint Seiya nel genere yaoi. Alcune case editrici hanno cercato all'interno del dojinshi per cercare d'individuare dilettanti di talento da immettere nel mercato ufficiale, come ad esempio è accaduto a Yūka Nitta.
Infine, sempre correlato e interno al mondo dojinshi del Fandom opera tutta la galassia Cosplay, la quale nella sua specificità yaoi sembra esser davvero sempre molto attiva e presente con frequenti manifestazioni e l'assidua presenza di moltissime/i Yaoi Fandom.

## Yaoieshōnen'ai
I termini yaoi e shōnen'ai sono stati col tempo sempre più utilizzati dai fan occidentali per fare una distinzione almeno parziale tra i contenuti del genere: in questo caso yaoi si usa per indicare fumetti contenenti anche chiare scene sessuali, in alternativa a shonen'ai usato per descrivere fumetti la cui storia è più concentrata sul rapporto romantico tra i protagonisti non includendo come sua specificità la relazione fisica.. Secondo questa interpretazione, ad esempio, il manga Gravitation è considerato uno shonen'ai per l'attenzione data alla vita esteriore dei personaggi più che su quella intima; mentre i dojinshi dello stesso manga (Remix e Megamix) che sottolineano i rapporti sessuali dei protagonisti, sarebbero da considerare yaoi, come Junjou Romantica o Sekai ichi hatsukoi. I titoli più espliciti sono indicati come yaoi-hentai.

## Gei comiebara
Anche se spesso confuso con l'etichetta generica di Yaoi il vero e proprio manga a tematica gay (ゲイコミ GEI Comi) è chiamato Bara (蔷薇? lett. "rosa") o Men's Love (メンズラブ?, Menzu Rabu). Esso si rivolge ad un pubblico gay maschile piuttosto che a ragazzine adolescenti come fa lo Yaoi: tende inoltre ad esser prodotto principalmente da autori maschi omosessuali o in alternativa bisessuali (un esempio in questo senso è dato da Gengoroh Tagame) e serializzato per riviste espressamente gay. Il Bara viene considerato ufficialmente un sottogenere dell'hentai (成人), ovvero manga per adulti, assomiglia cioè molto più ai fumetti per soli uomini di stampo erotico piuttosto che a quelli shojo o josei.
Da pochi anni un nuovo sottogenere del BL è stato introdotto in Giappone, il cosiddetto Gachi muchi (ガチムチ?), il quale presenta tipologie corporee più muscolose e virili rispetto allo Yaoi, ben conosciuto ed apprezzato da molte donne, ma non solo. Tutto questo materiale, pur essendo indicato genericamente come Bara dai fan di lingua inglese risulta essere in realtà distinto da esso, sia come editori d'appartenenza che come stile, contenuto e pubblico a cui si rivolge.
Tra i maggiori editori in lingua anglosassone di manga yaoi e Bara abbiamo la Yaoi Press, una delle prime a creare manga originali in lingua inglese, ideati e disegnati da autori occidentali (e denominato American Yaoi); questo dopo il notevolissimo successo che risultò aver negli Stati Uniti d'America. Il primo fumetto originale in inglese è Sexual Espionage del 2002. A partire dal 2004, ciò che sembrava essere iniziato come una piccola sottocultura di nicchia in Nord America, si rivelò essere sempre più un mercato fiorente; per cui sempre più nuovi editori iniziarono a produrre fumetti con storie incentrate su relazioni omo/bisessuali avvalendosi di disegnatori non giapponesi. Poiché queste opere originali occidentali vennero sempre più prodotte da autori d'ogni nazionalità, un po' alla volta American Yaoi cadde sempre più in disuso per esser sostituito con Global Yaoi-BL Recentemente un autentico boom editoriale di pubblicazioni manga yaoi lo sta vivendo la Germania, con un certo numero di titoli originali in lingua tedesca, guadagnando una tal popolarità da essere esportati in Asia.

## Editoria

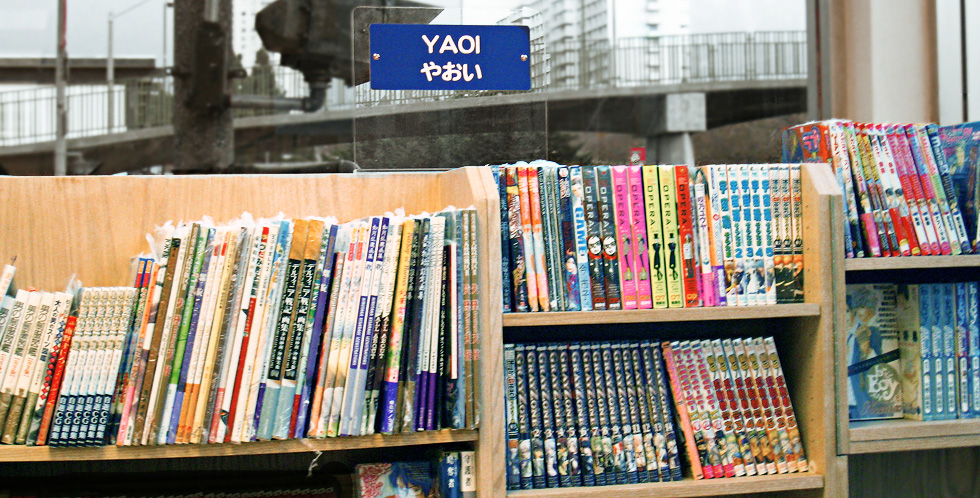
Scaffale dedicato ai manga Yaoi in una libreria di San Francisco

La storia delle pubblicazioni BL si può suddividere in due periodi distinti ma consequenziali l'uno all'altro: il primo, fino al 2004, segue le vicende della rivista June; il secondo successivo al 2004 e che giunge fino ai giorni nostri. La prima rivista che parlò esplicitamente di "ragazzi che amano altri ragazzi" iniziò le sue pubblicazioni nel 1978, in risposta al cospicuo riscontro di pubblico ottenuto dai lavori di mangaka importanti come Keiko Takemiya, Moto Hagio e Yumiko Oshima: altri fattori che ne determinarono il crescente successo fu la popolarità delle raffigurazioni bishonen e doijinshi, oltre a personaggi altamente ambigui che avevano appena fatto la loro comparsa entro il mercato musicale, quali David Bowie e la band inglese dei Queen.
La maggior parte degli artisti che lavoravano per June erano nuovi talenti alle prime armi; fu seguita nel 1982 dalla rivista "gemella" Shosetsu June, il cui contenuto era però costituito solo da novelle e brevi racconti incentrati su una trama romantica tutta al maschile. Ma la vera rivoluzione nella cultura BL è stata quando molte delle sue opere hanno iniziato ad esser commercializzati in massa, a partire dai primissimi anni novanta. Vi è stato poi un revival della rivista, ormai assurta a fama quasi leggendaria, a partire dal 2008, sebbene l'età del pubblico a cui era destinata si fosse alzata, con lo stile delle storie che da relazione sentimentale e amorosa tra due maschi virava sempre più verso il pornografico (Hentai).
Nello stesso periodo in cui si apriva la parabola esistenziale di June, tra il 1980-84 la rivista Allan (アラン Aran? ) aveva il monopolio nella coltivazione d'una cultura lesbica nella narrativa e nel campo del fumetto. Il mercato editoriale giapponese, tra manga, anime, videogame e drama CD dedicato allo yaoi-BL si stima abbia un fatturato di almeno 12 miliardi di yen all'anno, arrivando a toccar la sua punta massima tra il 2009 e il 2010 con più di 20 miliardi.

## Elementi tematici
Tutti i Boy's Love e yaoi hanno tematiche essenzialmente simili a quelle eterosessuali dei manga shojo: esplorano le diverse fasi del romanticismo adolescenziale sottolineando e soffermandosi molto sull'interiorità e la psicologia dei personaggi, perlopiù studenti appena universitari. A volte non hanno timore di rappresentare adolescenti liceali in situazioni sessuali.

### Personaggi femminili
Molto raramente personaggi femminili assumono un ruolo di spicco nello Yaoi, e anzi spesso sono del tutto assenti: le madri in particolar modo non vengono ritratte molto positivamente (basti pensare a Zetsuai 1989, in cui la donna uccide il marito davanti al figlio). Il ruolo femminile è ridotto a icona e il suo carattere "negativizzato" notevolmente, tanto da accusare, per così dire, per molto tempo tutto il genere d'essere misogino. Questo almeno fino allo sviluppo parallelo di tutto un filone narrativo dedicato allo yuri e la successiva introduzione di personaggi femminili "positivi" nella narrazione yaoi

### Gachi muchi
Dalla metà degli anni 2000 è stato introdotto un nuovo sottogenere BL, il cosiddetto Gachi muchi (da gacchiri (がっちり "muscoloso") e muchimuchi (ムチムチ "paffuto"). Zettai Reido è una rivista antologica yaoi che tratta questo tipo di fumetti, mescolandoli e sovrapponendoli ad una vera e propria tipologia BDSM.

### Idealizzazione e diritti civili
La maggior parte dei manga BL, è stato detto, "promuove un'estetica della purezza, anche quando raffigura senza alcuna censura atti sessuali anche violenti": il tutto viene presentato entro una cornice estremamente idealizzata. Le trame yaoi sono fortemente omosociali, danno cioè la libertà al protagonista d'instaurare un legame affettivo (anche se in una situazione problematica) profondo e riconosciuto con un altro personaggio dello stesso sesso, dando ad entrambi la possibilità di perseguire obiettivi condivisi: questo succede ad esempio nelle rappresentazioni dojinshi di Capitan Tsubasa (Holly e Benji), o in alternativa per rivaleggiar tra loro come in Haru wo Daiteita. Questo legame spirituale e di perfetta parità mostrerebbe, a detta di certa critica, il superamento del rapporto gerarchico basato sul potere e la forza entro cui, da millenni, è inteso il rapporto maschio-femmina.
L'omofobia, quando è presente, viene mostrata come problema riguardante tutta la società in generale, ovvero un fatto negativo riguardante tutti i soggetti integrati all'interno del contesto civile indistintamente; essa viene utilizzata per aumentare la tensione drammatica della vicenda o per dimostrar inequivocabilmente la purezza dell'amore dei protagonisti, che non cede di perseguire i propri ideali neanche di fronte all'eventuale condanna esterna: i racconti yaoi mostrano personaggi fortemente motivati a realizzar la propria felicità, superando tutti gli ostacoli (spesso interni alla coppia) che vi si frappongono. Il tema del trionfo dell'amore nella coppia yaoi è stato paragonato al lieto fine della fiaba di derivazione occidentale ("il principe sposa la sua amata e vissero tutti felici e contenti"). Ma in più rispetto a questo lo yaoi mette in campo la ricerca e l'esplorazione delle possibilità esistenziali e di tutte le forme di desiderio amoroso.
Nelle opere degli ultimi anni anche lo yaoi vira sempre più verso un risvolto comico, il manga di genere è diventato cioè un po' meno verosimile rispetto a prima, quand'era incentrato fortemente sul modo di vita omosessuale in una prospettiva del tutto realistica. Anche se la rappresentazione dell'omosessualità come vergognosa viene a volte ancora impiegata per aumentare la tensione drammatica, nell'ultimo decennio il racconto BL mostra storie che dipingono una graduale quanto irreversibile accettazione da parte della più ampia comunità eterosessuale: il fenomeno yaoi-BL si dimostra così esser profondamente gay-friendly, per quanto riguarda l'attivismo a favore dei diritti civili, molto più di quanto ancora non sia la società.

### Violenza, stupro, tragedia
Secondo l'approfondita critica di Suzuki nello yaoi il rapporto sessuale è uno dei modi primari per esprimer l'impegno anche sociale nei confronti del partner, e la violenza apparente entro cui si consuma l'atto è una misura della reciproca passione: l'autore afferma che nei racconti yaoi i ragazzi che vengono amati e posseduti dai loro stupratori sono ancora del tutto imbevuti d'un'innocenza quasi angelica, un tema questo che attribuisce all'esempio dato da Il poema del vento e degli alberi.
Secondo l'interpretazione d'un altro autorevole critico, Nagaike, scene di violenza e stupro raramente nello yaoi si presentano stigmatizzate come delitti, con una vittima ed un colpevole ben definiti: le scene in cui un Seme violenta un Uke non sono sintomatici di un'aggressione violenta, bensì prendono il significato dell'incontenibilità del desiderio amoroso verso il partner (la passione assoluta del seme nei confronti dell'uke). Invece d'esser subito tradotte come "crimini" le scene di stupro assumono una valenza sentimentale, tanto che l'uke quasi sempre subito s'innamora pazzamente del suo cosiddetto violentatore. Il tema dell'aggressione subita libera il protagonista dalla responsabilità nell'atto sessuale, atto che d'altronde conduce al culmine narrativo della storia, dove i personaggi principali assumono coscienza piena del proprio orientamento sessuale
All'epoca della rivista June erano popolari i finali drammatici al limite della tragedia, con almeno un tentativo di suicidio. Con la metà degli anni novanta invece la moda maggioritaria divenne sempre più quella del lieto fine. Quando vengono ancora presentati finali tragici, la causa non è più l'infedeltà o l'impossibilità di realizzar una relazione omosessuale, bensì "le esigenze crudeli della vita quotidiana e l'invadenza del mondo esterno (per lo più lavorativo) che non lascia scampo alle anime pure ed angeliche dei protagonisti."

## Storia e ricezione critica
Storicamente la prima serie con forti accenti Yaoi è stata, come detto, "Kaze to ki no uta" (Il poema del vento e degli alberi): realizzato da Keiko Takemiya e pubblicato a partire dal 1976, nel 1987 ne è stato prodotto un OAV a episodio unico.
- Zetsuai 1989 è un manga di Minami Ozaki, pubblicato in origine a partire dal 1989. I cinque volumi rilegati sono usciti in Giappone fra il 1990 e il 1991. Zetsuai è celebre per la sua trama melodrammatica, quasi operistica, i suoi personaggi disturbati, e per lo stile di disegno controverso. Nel 1992 dal manga venne anche tratto un OAV.
- Il cuneo dell'amore è una serie tratta originariamente da un romanzo: ne è stato tratto un OAV in due episodi nel 1992-94 ed in tredici episodi nel 2012.
- Zankoku na kami ga shihai suru è un manga scritto ed illustrato da Moto Hagio e pubblicato a partire dal 1993.
- Keiraku no hōteishiki Level-C è un manga di genere yaoi scritto ed illustrato da Aoi Futaba e Kurenai Mitsuba e pubblicato a partire dal 1993. Ne è stato fatto anche un adattamento animato come OAV nel 1995, che contiene anche molte scene erotiche esplicite.
- "Fake" è un manga shōjo con forti tematiche omosessuali scritto da Sanami Matō e pubblicato a partire dal 1994. La storia si concentra sulla relazione d'amore tra due poliziotti di New York City. Da un capitolo del manga è stata tratta una versione anime OAV nel 1996, uscita anche in italiano in DVD, per conto di Yamato Video, con il titolo Fake: Un'indagine confidenziale.
- Fujimi-nichōme kōkyō gakudan (lett. "L'orchestra sinfonica del distretto di Fujimi") è una serie di light novel yaoi scritte da Ko Akizuki e in seguito trasposta anche in manga e un OAV nel 1998. Nel 2012 ne è stata prodotta una trasposizione cinematografica diretta da Satoshi Kaneda.
- La stirpe delle tenebre ("Yami no matsuei") è un manga creato dall'autore Yoko Matsushita. Pubblicato dal 1996, si è concluso nel 2002, in italia il manga è arrivato nel 2003 e si è concluso nel 2004, da questo manga è stata tratta una versione anime di 13 episodi nel 2000, uscita nel 2011 anche in italiano e in DVD, per conto di Yamato Video, con il titolo Eredi del buio.
- Kizuna ("Kizuna: koi no kara sawagi") è un manga creato dall'autrice Kazuma Kodaka. Pubblicato dal 1994, si è concluso nel 2008. La storia segue la vita di Ranmaru e Kei, amici fin dal tempo delle elementari, che crescendo, intraprendono una relazione sentimentale. Kizuna è stato in seguito adattato in anime, composto da tre OVA.
- Pratiche fuori orario ("Boku no sexual harassment") è un anime OAV in tre episodi, tratto da un romanzo erotico di genere yaoi scritto da Sakura Momo e edito nel 1993 (nel 1996 ne è stata pubblicata una continuazione).
- Lesson XX è un OAV con temi yaoi uscito in Giappone nel 1995: è stato uno dei primissimi film d'animazione "BL-boys love". La storia è l'adattamento di un racconto scritto su rivista da Ei Ōnagi. Un classico esempio del genere yaoi romantico, una relazione sentimentale che incorpora però al suo interno anche incomprensione e violenza psicologica, angoscia, ma sempre con un sottofondo agrodolce che compensa il finale sospeso.
- La leggenda dei lupi blu ("Aoki ōkami-tachi no densetsu") è un anime yaoi hentai del 1996 di 45 minuti (titolo alternativo "La caduta dell'Impero Galattico"). Originariamente doveva essere il primo di una serie, che però s'interruppe subito dopo questo primo OAV sottotitolato: Il settimo uomo.
- Il ragazzo della porta accanto (manga) ("Shōnen zanzō"), anche conosciuto come Boy's Next Door, è uno shōjo manga di genere yaoi di Kaori Yuki, pubblicato nel 1998.
- Giochi d'amore ("Haru o daiteita") è un manga ideato da Yūka Nitta e pubblicato a partire dal 1999, che racconta la storia di due attori porno che s'innamorano reciprocamente. Ne è stato anche tratto un OAV in due episodi uscito nel 2005. Ispirato alla stessa storia esiste anche un altro OAV del 2007, dal titolo Cicala d'inverno.
- Amore senza frontiere ("Ikoku Irokoi Romantan") è una serie manga di genere yaoi scritta ed illustrata da Ayano Yamane e pubblicato nel 2003. È stato adattato in un OAV di due episodi prodotto nel 2007-2008.
- Papa to Kiss in the Dark è una light novel scritta da Ken Nanbara ed illustrata da Sae Momoki, includente molte tematiche gay. Successivamente adattato in anime OAV yaoi nel 2005 in 2 episodi con lo stesso titolo.
- Sensitive Pornograph è un anime OAV Yaoi (ma tendente decisamente all'hentai), ispirato all'antologia di racconti manga di Sakura Ashita, autore tra l'altro della serie seinen Sekirei. Si tratta di un episodio unico composto da due parti separate, che raccontano storie indipendenti fra loro: in certe versioni l'ordine delle storie è invertito.
- Okane ga nai, in inglese tradotto col titolo di "No Money", è uno yaoi manga pensato e scritto da Hitoyo Shinozaki, illustrato da Tohru Kousaka e pubblicato a partire dal 2002. Ne è stato tratto anche un OAV in quattro episodi nel 2007.
- Enzai, in inglese tradotto col titolo di "Falsely Accused" è originariamente un videogame Eroge di genere yaoi (tendente all'Hentai) sviluppato dalla giapponese Langmaor, da cui è poi stato anche tratto un anime OAV di due episodi nel 2004.
- Kirepapa è un manga scritto da Ryo Takagi e pubblicato a partire dal 2003. Nel 2008 ne è stata effettuata una trasposizione animata in un OAV di 2 episodi complessivi della durata di 30 minuti ciascuno.
- Mi vergogno da morire ("Bukiyou na Silento") è una serie scritta da Hinako Takanaga.
- Sex Pistols ("Love Pistols" in lingua inglese) è una serie josei manga di genere yaoi scritta e illustrata da Tarako Kotobuki; è stata pubblicata a partire dal 2004 in 7 volumi. Nel 2010-11 è stato adattato in un OAV di due episodi.
- Il tiranno innamorato ("Koisuru Boukun") è un manga scritto ed illustrato da Hinako Takanaga. Ne è stato prodotto un adattamento animato composto da due episodi OAV messi in commercio nel 2010. Si tratta del sequel di Challengers e riprende la storia di Morinaga e Souichi.
- Cicala d'inverno ("Fuyu no semi") è un anime OAV in 3 episodi usciti nel 2007; è liberamente ispirato alla serie manga yaoi [Haru o daiteita (da cui è stato tratto l'anime conosciuto in Italia come Giochi d'amore), scritta da Yūka Nitta.
- Il segreto del diavolo ("Akuma no himitsu") è un manga di Hinako Takanaga.
- Yarichin Bitch Club è un manga scritto e disegnato da Tanaka Ogeretsu che è stato adattato nel 2018 in una serie composta da tre episodi.
- The Titan's Bride è un manga scritto daItkz e pubblicato da Suisensha.